# Harmen Veerman (voetballer)
Harmen Veerman (Volendam, 2 november 1934) was een Nederlands voetballer. De aanvaller kwam uit voor Volendam en ZFC.

## Loopbaan

### Beginjaren
Hij werd op zijn twaalfde jaar lid van RKSV Volendam. Hij behoorde in de jeugdafdeling tot een talentvolle lichting met onder meer Klaas Karregat en Dick Tol. Ze zijn allen geboren in 1934. Dit trio speelde een belangrijke rol in het elftal dat Volendam eind jaren vijftig naar de Nederlandse voetbaltop bracht.  
Veerman was een gedreven speler die goed met de bal overweg kon. Hij begon als middenvelder maar verhuisde al snel naar de voorhoede. Daar kwam hij met zijn explosieve spel het beste tot zijn recht.

### Debuut
Hij was zeventien jaar toen hij scoorde bij zijn debuut op 3 februari 1952 in het eerste elftal. Zes weken later vierde hij met Volendam zijn eerste kampioenschap. In de nacompetitie, waarin promotie werd misgelopen, kwam hij in twee van de vier duels in actie. Daarna verdween hij voor twee seizoenen uit het elftal. De concurrentie in de voorhoede was groot met de broers Klaas en Thoom Smit, Klaas Koning, Dick Tol en Thames Tol. Met ingang van het seizoen 1954/55 kreeg hij een vaste plek in het elftal. Drie broers Smit waren vertrokken naar Alkmaar '54 om uit te komen in de ‘wilde’ profcompetitie van de NBVB. Veerman was rechtsbenig maar speelde het vaakst op de linkerflank. Daar was hij een aangever voor centrumspits en topschutter Dick Tol en zelf pikte hij ook geregeld een doelpunt mee. 

### Betaald voetbal
Volendam ging in 1955 over naar het betaald voetbal. Veerman bleef ook als semiprof werkzaam als vishandelaar. Bij de invoering van de divisies in 1956, kwam Volendam uit in de Eerste divisie. 
Veerman had een aandeel in het bekersucces in het seizoen 1957/58. In de halve finale tegen MVV op 21 juni 1958 was de stand tien minuten voor tijd nog 1-1. Door twee doelpunten van Veerman bereikte Volendam de finale tegen Sparta. De finale werd vijf dagen later in het Olympisch stadion in Amsterdam met 3-4 verloren.
In het seizoen 1958/59 greep Volendam het kampioenschap in de Eerste divisie. Veerman speelde alle duels en scoorde achttien keer, zes minder dan topscorer Tol.
Zondag 23 augustus 1959 was een historische dag voor de club. Veerman was erbij toen Volendam debuteerde in de Eredivisie met een 3-1 zege voor eigen publiek op DWS.

### ZFC
In 1964 degradeerde Volendam voor de tweede keer uit de Eredivisie. Veerman was in de laatste twee jaar niet altijd zeker van een basisplek. Zijn voormalige ploeggenoot Dick Maurer, die als trainer bij ZFC aan de slag ging, haalde hem over te gaan voetballen bij de club uit Zaandam.
Naast Veerman telde ZFC nog vier voormalige Volendam-spelers.
Hij voetbalde drie seizoenen voor de Zaanse club in de Tweede divisie. Op 32-jarige leeftijd beëindigde hij zijn profloopbaan. Hij ging terug naar Volendam waar hij nog vele jaren uitkwam voor het zaterdagelftal.

## Clubstatistieken
| Seizoen | Club     | Land      | Competitie             | Competitie | Competitie | Beker | Beker | Internationaal | Internationaal | Nacomp. | Nacomp. | Totaal | Totaal |
| Seizoen | Club     | Land      | Competitie             | Wed.       | Dlp.       | Wed.  | Dlp.  | Wed.           | Dlp.           | Wed.    | Dlp.    | Wed.   | Dlp    |
| ------- | -------- | --------- | ---------------------- | ---------- | ---------- | ----- | ----- | -------------- | -------------- | ------- | ------- | ------ | ------ |
| 1951/52 | Volendam | Nederland | Tweede klasse B West I | 5          | 2          | –     | –     | –              | –              | 2       | 0       | 7      | 2      |
| 1952/53 | Volendam | Nederland | Tweede klasse B West I | 0          | 0          | –     | –     | –              | –              | –       | –       | 0      | 0      |
| 1953/54 | Volendam | Nederland | Tweede klasse B West I | 0          | 0          | –     | –     | –              | –              | –       | –       | 0      | 0      |
| 1954/55 | Volendam | Nederland | Tweede klasse B West I | 19         | 11         | –     | –     | –              | –              | –       | –       | 19     | 11     |
| 1955/56 | Volendam | Nederland | Eerste klasse C        | 29         | 15         | –     | –     | –              | –              | –       | –       | 29     | 15     |
| 1956/57 | Volendam | Nederland | Eerste divisie B       | 30         | 12         | 4     | 2     | –              | –              | –       | –       | 34     | 14     |
| 1957/58 | Volendam | Nederland | Eerste divisie A       | 30         | 10         | 7     | 6     | –              | –              | –       | –       | 37     | 16     |
| 1958/59 | Volendam | Nederland | Eerste divisie A       | 30         | 18         | 4     | 0     | –              | –              | –       | –       | 34     | 18     |
| 1959/60 | Volendam | Nederland | Eredivisie             | 34         | 14         | –     | –     | –              | –              | –       | –       | 34     | 14     |
| 1960/61 | Volendam | Nederland | Eerste divisie A       | 33         | 16         | 4     | 0     | –              | –              | –       | –       | 37     | 16     |
| 1961/62 | Volendam | Nederland | Eredivisie             | 32         | 13         | 3     | 4     | –              | –              | –       | –       | 35     | 17     |
| 1962/63 | Volendam | Nederland | Eredivisie             | 13         | 4          | 2     | 0     | –              | –              | –       | –       | 15     | 4      |
| 1963/64 | Volendam | Nederland | Eredivisie             | 16         | 2          | 0     | 0     | –              | –              | –       | –       | 16     | 2      |
| 1964/65 | ZFC      | Nederland | Tweede divisie A       | 28         | 2          | 1     | 0     | –              | –              | –       | –       | 29     | 2      |
| 1965/66 | ZFC      | Nederland | Tweede divisie A       | 21         | 3          | 2     | 0     | –              | –              | –       | –       | 23     | 3      |
| 1966/67 | ZFC      | Nederland | Tweede divisie         | 9          | 2          | –     | –     | –              | –              | –       | –       | 9      | 2      |
| Totaal  | Totaal   | Totaal    | Totaal                 | 329        | 124        | 27    | 12    | 0              | 0              | 2       | 0       | 358    | 136    |